# M3 Stuart
M3 Stuart, tên chính thức là Xe tăng hạng nhẹ, M3 (Light Tank, M3), là một loại xe tăng hạng nhẹ được sử dụng rộng rãi bởi quân Đồng Minh phuơng Tây trong Thế chiến thứ hai. Trước khi tham chiến, Hoa Kỳ đã cung cấp khá nhiều xe tăng này cho Khối thịnh vượng chung theo chương trình lend-lease. Sau đó, lực lượng Hoa Kỳ và đồng minh tiếp tục sử dụng nó cho đến khi chiến tranh kết thúc.

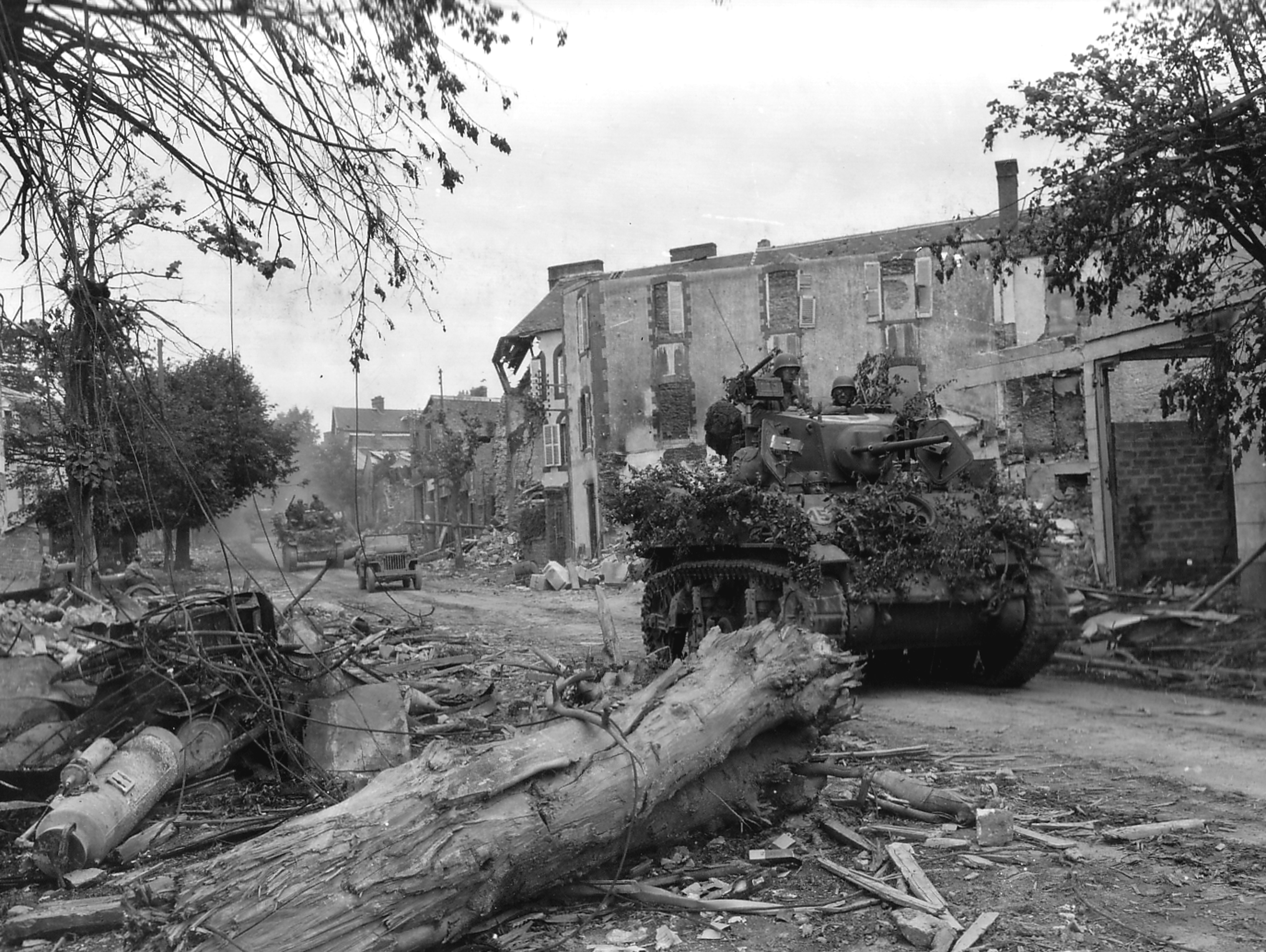
Xe tăng hạng nhẹ M5A1 đang trên một con đường ở Coutances.

Đây là xe tăng Hoa Kỳ đầu tiên tham gia thế chiến. Sau này, Hoa Kỳ tiếp tục cải tiến chúng thành xe tăng M5. Người Anh đặt tên những xe tăng này theo tên vị tướng J. E. B. Stuart thời Nội chiến Hoa Kỳ.

## Lịch sử phát triển
Xe tăng M2A4 là xe tăng chủ lực của Hoa Kỳ từ cuối nhũng năm 1930. Thế nhưng khi chiến tranh thế giới thứ hai bắt đầu, người Mỹ nhận ra rằng M2A4 tỏ ra quá lỗi thời. Điều này buộc họ phải tạo ra một xe tăng mới thay thế. Loại xe tăng mới này giữ lại pháo chính 37mm M5 và súng máy của M2A4 nhưng có giáp dày hơn và có hệ thống treo được chỉnh sửa lại. Quân đội Hoa Kỳ đã chấp nhận mẫu xe này và nhanh chóng được đưa vào sản xuất từ tháng 3 năm 1941 với định danh chính thức là Xe tăng hạng nhẹ M3 (Light tank, M3). Qua thực chiến, người Mỹ liên tục cải tiến nó thành M3A1 rồi thành M3A3.

### M5 Stuart
Tuy đã cải tiến thành M3A3, nhưng chúng vẫn bị chỉ trích do hỏa lực quá kém. Điều này tạo ra mẫu xe tăng cải tiến M4 (sau đổi tên thành M5 để tránh nhầm lẫn với chiếc Sherman) có thân xe được thiết kế lại, động cơ sử dụng hai động cơ mạnh hơn của Cadillac. M5 dần dần thay thế M3 sản xuất từ năm 1942 và là tiền thân của xe tăng hạng nhẹ M24 Chaffee sau này.

## Lịch sử hoạt động

### Mặt trận Bắc Phi và Ý

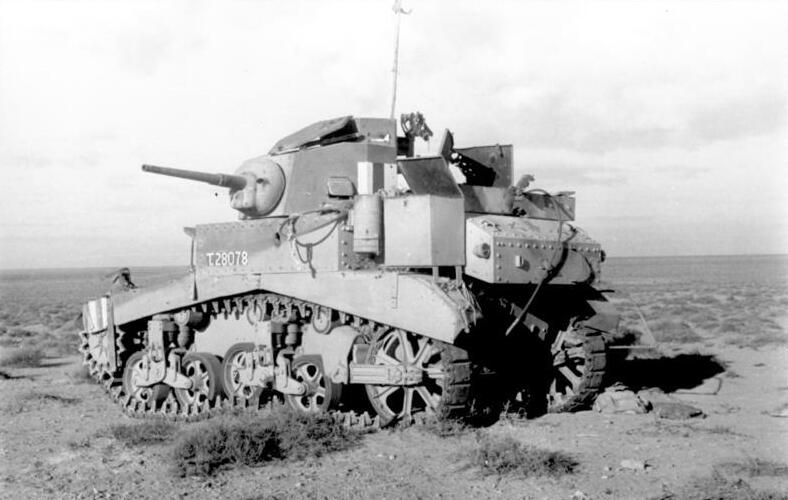
M3 (Stuart I) của Anh ở Bắc Phi.

Stuart lần đầu tiên được quân đội Khối thịnh vượng chung sử dụng trong chiến dịch Crusader cuối năm 1941. Kết quả lần ra quân này không mấy khả quan: khoảng 170 trong tổng số 700 chiếc Stuart đã bị phá hủy. Đối đầu với xe M13/40 của quân Ý thì Stuart áp đảo hoàn toàn về tốc độ và hỏa lực. Tuy nhiên, Stuart lại tỏ ra khá cân bằng khi so với Panzer III G của Afrika Korps. Hai xe tăng này đều có giáp và tốc độ gần tuơng tự nhau và đều có thể bắn xuyên giáp trước của nhau ở khoảng cách trên 1.000m. Tuy vậy, quân Đức ở mặt trận Bắc Phi được huấn luyện tốt hơn và dùng kết hợp Panzer III và Panzer IV nên thuơng vong của quân Anh thường cao hơn hẳn. Đồng thời, các điểm yếu của Stuart cũng được người Anh chỉ ra: pháo M5 quá yếu và tháp pháo bố trí quá bất ổn. Thêm nữa là tầm hoạt động của Stuart rất hạn chế (chỉ khoảng 160 km so với tầm hoạt đông của Crusader là khoảng 227 km), đây là điểm yếu chí mạng trong tác chiến vùng sa mạc vốn có tính cơ động rất cao. Tuy nhiên, M3 vẫn được ưa chuộng vì tốc độ cao hơn, nhẹ hơn và động cơ đáng tin cậy hơn Crusader. Đặc biệt, Stuart hơn hẳn Crusader ở việc nó có thể bắn được đạn nổ mạnh (HE) để chống pháo chống tăng và bộ binh. Đến mùa hè năm 1942, khi đã có đủ xe tăng hạng trung thì người Anh chủ yếu sử dụng Stuart để trinh sát, sửa chữa và cải tạo thành xe bọc thép chở quân (APC). Tháp pháo của nhưng phiên bản này bị gỡ bỏ hoàn toàn giúp tăng tốc độ và phạm vi hoạt động.
M5 Stuart tiếp tục được sử dụng hiệu quả trong chiến dịch Shingle đổ bộ lên Anzio Trong trận này M5 cùng với bộ binh đã quét sạch quân Đức khổi các lô cốt và hầm trú ẩn tại Anzio.

### Mặt trận phía Đông
Trong thỏa thuận Lend-Lease, một số xe tăng M3 được chuyển giao cho Liên Xô. Tuy nhiên, Hồng quân cho rằng M3 là một thiết kế rất nhiều lỗi, dễ bắt lửa và quá khó để tác chiến trong mùa đông ở Liên Xô. Hơn nữa, xe tăng Hồng quân dùng dầu diesel chứ không dùng xăng nên chúng cũng gây ra khó khăn về hậu cần. Năm 1943, Hồng quân đánh giá M5 không tốt hơn nhiều so với M3 nên Liên Xô đã từ chối nhận M5. M3 tiếp tục phục vụ Hồng quân ít nhất là tới năm 1944.

### Mặt trận Châu Á - Thái Bình Dương

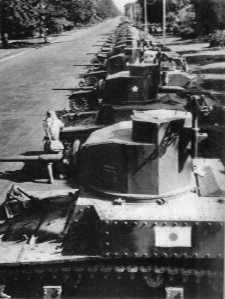
M3 của Lục quân Đế quốc Nhật Bản. Hầu hết là chiến lợi phẩm ở Philippines và Miến Điện.

108 chiếc Stuart được quân Mỹ triển khai đến Philippines vào tháng 9 năm 1941. Số xe này được biên chế vào 2 tiểu đoàn tăng: số 192 và số 194 đồn trú tại đây. Trận đấu tăng đầu tiên của chúng diễn ra vào ngày 22 tháng 12 cùng năm: một trung đội 5 chiếc M3 đã tấn công các xe Ha-Go thuộc trung đoàn tăng số 4 của Nhật ở phía bắc Damaris. Kết quả là chiếc Stuart chỉ huy bị bắn cháy, kíp xe bị bắt, những chiếc còn lại rút lui được về căn cứ. Các trận đấu tăng lẻ tẻ tiếp tục nổ ra khi quân Mỹ rút dần về Bataan. Trận đấu tăng cuối cùng diễn ra vào ngày 7 tháng 4 năm 1942.
Tại Miến Điện, Lữ đoàn thiết giáp số 7 là đơn vị Anh trang bị Stuart đầu tiên tham chiến ở châu Á. 114 xe Stuart thuộc lữ đoàn này đã giúp các đơn vị Anh ở Miến Điện rút lui về Ấn Độ vào tháng 4 năm 1942. Sau đó, người Anh rút trung đoàn xe tăng Hoàng gia số 2 và trung đoàn Hussar số 7 từ Bắc Phi đến để tăng viện nhằm chống lại Trung đoàn xe tăng 14 của quân Nhật. Do thời gian này, người Nhật đã tiến đến Imphal và chỉ còn 1 đơn vị được biên chế Stuart của Anh vẫn còn hoạt động. Đến thời điểm quân Nhật bị chặn đứng ở Imphal (tháng 4 năm 1944), Stuart chỉ còn hoạt động trong 1 đơn vị của Anh. 
Quân đội Trung Hoa Dân Quốc đã được viện trợ Stuart, và sau đó là Sherman và pháo chống tăng Hellcat để chống Nhật sau khi Mỹ tham chiến.
Do mặt trận Thái Bình Dương thiên về hải chiến, kết hợp với địa hình rừng rậm nhiệt đới của khu vực, xe tăng hạng nhẹ là những đơn vị có độ tin cậy rất cao. Và chúng cũng chứng tỏ được hiệu quả trong các trận đánh trong rừng với cả quân Đòng Minh và quân Nhật. Tuy vậy, các tiểu đoàn tăng của Thủy quân Lục chiến Hoa Kỳ dần thay thế Stuart bằng Sherman do Sherman mang pháo 75mm mạnh hơn.

### Lỗi thời và thay thế
Cuối năm 1942, Stuart vẫn chiếm phần lớn sức mạnh thiết giáp của quân Mỹ khi họ tham chiến tại Bắc Phi. Sau trận đèo Kasserine, người Mỹ nhanh chóng tổ chức lại lực lượng thiết giáp theo người Anh: Các tiểu đoàn tăng hạng nhẹ bị giải tán và thay thế bởi các tiểu đoàn tăng hạng trung cộng với một đại đội tăng hạng nhẹ thực hiện nhiệm vụ các nhiệm vụ trinh sát. Các tiểu đoàn tăng của Mỹ trong phần còn lại của cuộc chiến thường gồm 3 đại đội Sherman và 1 đại đội Stuart.
Tại châu Á - Thái Bình Duơng, Stuart lại vô cùng hiệu quả do xe tăng Nhật tuơng đối ít và nếu đấu tăng thì pháo 37mm thừa sức để xuyên giáp trước của xe tăng Nhật như Ha-Go và Chi-Ha. Thêm nữa là lính Nhật rất ít vũ khí chống tăng tốt. Cho nên, khu vực này Stuart chỉ kém hơn Sherman một chút. Tuy nhiên ở châu Âu, Stuart lại tỏ ra lép vế hoàn toàn khi đấu tăng với Panzer IV, Panther hay Tiger do pháo chính của chúng quá yếu và giáp quá mỏng. Như trong trường hợp của tiểu đoàn tăng 759 phòng thủ tại một ngọn đồi gần Bogheim ngày 9 tháng 12 năm 1944: Quân Đức được hỗ trợ bởi một pháo tự hành chống tăng tiến hành phản công, pháo 37mm của xe đã bắn hơn 100 quả đạn ở cự ly từ 75 đến 500 yards (69 - 457m) mà không thể gây thiệt hại đáng kể lên khẩu pháo tự hành kia.
Một báo cáo gửi cho tướng Eisenhower vào tháng 1 năm 1945 kết luận rằng: Stuart đã quá lỗi thời về mọi mặt và nó sẽ không thể gây ra bất kì thiệt hại đáng kể nào lên xe tăng Đức.
Từ những lí do trên, các đại đội Stuart ở Tây Âu thường được dùng để trinh sát, bảo vệ bộ binh, tiếp tế hoặc liên lạc với các đơn vị xe tăng hạng trung.
Stuart bắt đầu được thay thế bằng xe tăng Chaffee từ tháng 11 năm 1944. Nhưng do số lượng M3/M5 được sản xuất quá lớn (hơn 25.000 chiếc bao gồm cả loại M8 Scott) nên xe tăng này vẫn được sử dụng rộng rãi trên khắp thế giới thời hậu chiến. Ngoài Hoa Kỳ, khối Thịnh vượng Chung và Liên Xô, những quốc gia sử dụng Stuart trong thế chiến là Pháp, Trung Quốc (M3A3 và M5A1) và  Quân giải phóng Nam Tư của Josip Tito.

### Hậu Thế chiến

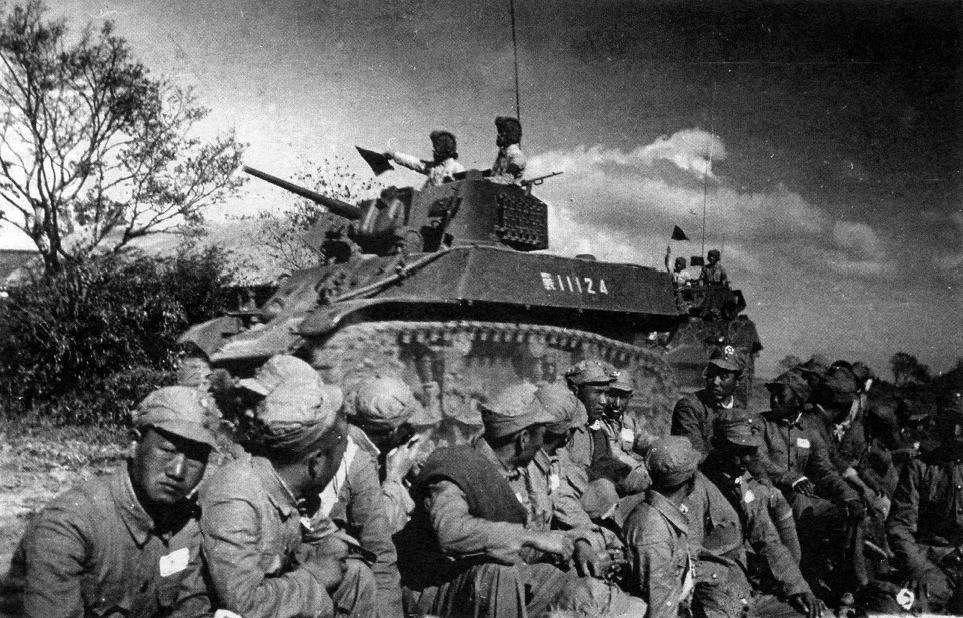
M3A3 của Quân Giải phóng Nhân dân Trung Hoa gần sông Duơng Tử, 1949.

Stuart tiếp tục được sử dụng sau thế chiến do giá thành rẻ. Quân đội Quốc dân Đảng sau khi rút ra Đài Loan đã xây dựng lại lực lượng thiết giáp của họ bằng cách mua lại 21 xe Stuart bị loại biên của Mỹ ở Philippines.
Trong chiến tranh Ấn Độ-Pakistan (1947-1948), M5 đóng một vai trò quan trọng ở vùng Kashmir do địa hình núi cao phức tạp nơi đây.
Quân Anh tại Indonesia cũng sử dụng Stuart trong Cách mạng Dân tộc Indonesia. Khi người Anh rút đi vào năm 1946, số xe này được bàn giao cho lục lượng Hà Lan tại đây, rồi tiếp tục được Indonesia sử dụng sau khi giành đọc lập. Stuart được sử dụng tong việc trấn áp các cuộc nổi dậy của phiến quân Hồi giáo Darul ở Aceh và Java, lực lượng cộng hòa Nam Maluku ở nam Maluku, lực lượng PRRI ở Sumatra, nổi dậy Permesta ở Bắc Sulawesi và cuộc đảo chính ngày 30 tháng 9.

Quân đội Bồ Đào Nha cũng đánh giá cao Stuar trong cuộc chiến ở Angola do khả năng vượt địa hình của nó tốt hơn nhiều so với xe bánh lốp. Ba xe M5A1 - được đặt tên là "Milocas", "Licas" và "Gina" được đưa vào biên chế tiểu đoàn kỵ binh 1927 đóng tại Nambuangongo, phía bắc Angola. Số xe này này chủ yếu được dùng trong các nhiệm vụ hộ tống, chuyên chở thuơng binh, và tham chiến hạn chế chống lại lực lượng du kích của Mặt trận Giải phóng dân tộc Angola (FNLA) cho đến năm 1972. Sau đó chúng được đưa về và sửa chữa để bảo vệ sân bay Zala ở Luanda.

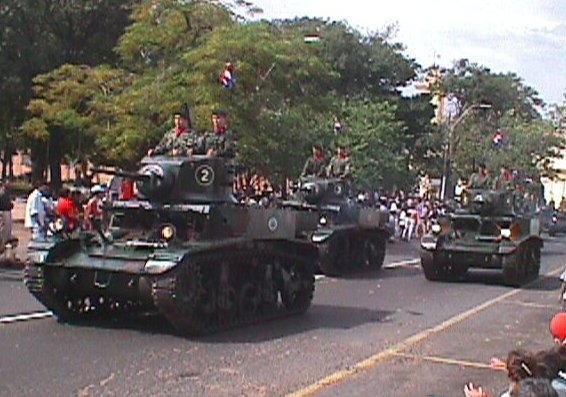
M3 Stuart trong cuộc duyệt binh nhân ngày Độc lập 15 tháng 5, 2002 của Paraguay.

Trong Chiến tranh bóng đá năm 1969, quân El Salvador dùng Stuart làm lực lượng xung kích. Điều này giúp họ chiếm được tám thành phố lớn của Honduras trước bị buộc ngừng bắn. 
Nam Phi giữ Stuart làm lực lượng dự bị cho đến cuối năm 1964. Sau đó tất cả bị loại biên vào năm 1968 do thiếu phụ tùng.
M3 Stuart vẫn hoạt động với vai trò huấn luyện trong Lực lượng Vũ trang Paraguay, số này được tu sửa vào năm 2014.

## Quốc gia sử dụng
Hiện tại
- Paraguay —  10 chiếc đang hoạt động (5 chiếc M3 và 5 chiếc M3A1) và 4 chiếc niêm cất trong kho từ năm 2014.[20]

Từng sử dụng
- Ai Cập[21]

- Australia — Khoảng 370.[22]

- Vương quốc Anh—6904 xe theo chương trình Lend-Lease.[23]
- Ấn Độ
- Ba Lan [24]
- Bỉ
- Bolivia — 18 chiếc M3A1, 4 chiếc cuối cùng do Venezuela tài trợ
- Bồ Đào Nha —  70 chiếc phục vụ trong Quân đội Bồ Đào Nha và 20 chiếc khác thuộc Lực lượng Vệ binh từ năm 1956 đến năm 1972.
- Brazil — 350 M3A2, M3A3 và M5.
- Canada — Xe tăng Stuart V (M3A3) được sử dụng rộng rãi trong các đại đội trinh sát của các trung đoàn thiết giáp; Ví dụ: Mỗi trung đoàn của Lữ đoàn Thiết giáp số 2 sau cuộc đổ bộ Normandy được biên chế 49 xe Sherman (cả loại Firefly) và tối đa 9 xe Stuart.
- Chile — 30 M3A1.[21]
- Cộng hòa Dominica
- Colombia —12 M3A1.[21]
- Cuba—12 M3A1
- Đức Quốc Xã — Một số chiếm được ở Bắc Phi, được sử dụng dưới tên Pz.Kpfw. M3 747 (a)[25]
- Ecuador— 42 M3A1[21]
- El Salvador —6 M3A1[21]
- Guatemala—3 xe tăng[26]
- Haiti — 8 xe M3A1 và 5 xe M5A1.
- Hà Lan
- Hàn Quốc
- Hoa Kỳ
- Hungary — Chiếm được ít nhất 3 xe từ Liên Xô.
- Hy Lạp[27]
- Indonesia — M5A1 và M3A1 từ Hà Lan.
- Iraq[21]
- Liên Xô — 1.676 xe tăng dòng M3 nhận được trong khuôn khổ Lend-Lease, và 5 xe tăng dòng M5.[28]
- Mexico—4 M3A1[21]
- Nam Tư — 56 xe tăng M3A1 và M3A3 được chuyển giao cho NOAJ từ Vương quốc Anh sau ngày 16 tháng 7 năm 1944. 2 xe được chuyển thành pháo tự hành trang bị pháo Pak 40 75mm từ quân Đức vào đầu năm 1945.[29][30]
- Nam Phi
- New Zealand — M3A1 được cung cấp vào năm 1941-42 (89) và một số được sử dụng ở Thái Bình Dương. Chúng được loại biên vào năm 1953–55.[31]
- Đế quốc Nhật Bản —  Chiếm được ở Philippines[32] hay Miến Điện.
- Nicaragua — 4 (3[26]) chiếc M3A1 được Vệ binh Quốc gia sử dụng từ giữa những năm 1940 đến năm 1979.
- Pháp - Nhận 651 xe theo chương trình Lend-Lease.[33];
- Nam Rhodesia
- Romania — Chiếm được ít nhất 5 chiếc từ Liên Xô.[34]
- Thổ Nhĩ Kỳ —210 chiếc M3 của Anh nhận được từ năm 1942 đến năm 1944.[35]
- Tiệp Khắc
- Cộng hòa Nhân dân Trung Hoa — Một số chiếm được từ quân Quốc dân Đảng trong Nội chiến Trung Quốc, nhưng chủ yếu được nhận từ Liên Xô.
- Trung Hoa Dân Quốc — Chỉ 536 xe trên 1000 xe dự kiến được gửi theo chương trình Lend-Lease. Tuy nhiên, chỉ khoảng 100 chiếc thực sự đến được tay Quốc Dân Đảng.[36][27][37]
- Uruguay— 44 (40[38]) xe tăng được nhận vào năm 1944 thông qua chương trình EDA (Điều khoản phòng thủ thừa) từ năm 1942 - 1945, được sử dụng để huấn luyện cho đến năm 1999.
- Venezuela
- Cộng Hòa Miền Nam Việt Nam- Số ít chiếm được trong Chiến tranh Việt Nam[cần dẫn nguồn].
- Ý[39]

## Biến thể
- M3 (Tên gọi của người Anh: Stuart I): mẫu xe ban đầu, một vài xe có động cơ diesel được gọi là Stuart II, phiên bản dùng tháp pháo của M3A1 được gọi là Stuart Hybird.
- M3A1 (Stuart III): Tháp pháo được thiết kế lại. Bỏ bớt hai súng máy M1919A4 ở thân. Phiên bản dùng diesel được gọi là Stuart IV.
- M3A3 (Stuart V): Thân xe thiết kế lại. Tháp pháo bo tròn hơn. Thay thế radio liên lạc.
- M5: Thân xe M3A3 sửa đổi. Sử dùng tháp pháo M3A1.
- M5A1 (Stuart VI): Xe M5 sử dụng tháp pháo M3A3. Đây là phiên bản được sử dụng rộng rãi nhất suốt chiến tranh và thời kì chiến tranh Lạnh bởi rất nhiều quốc gia.
- M8 (Scott): Phiên bản xe M3 mang lựu pháo 75mm.

- T6: Xe tăng sửa chữa với thân M5A1.

- T16 GMC: Pháo tự hành (Gun Motor Carriage - GMC) 4,5 inch dùng thân xe M5.

- T18 HMC: Lựu pháo tự hành (Howitzer Motor Carriage - HMC) 75mm thử nghiệm.

- T27/T27E1 MMC: Cối tự hành (Mortar Motor Carriage - MMC) 81mm.

- T29 MMC: Cối tự hành 107mm.

- T56 GMC và T57 GMC: Pháo tự hành 76mm.

- T81 CMMC: T29 mang đạn hơi mù tạc.

- T82 HMC:Pháo tự hành 105mm trên thân M5A1.

- T64 HMC: Pháo tự hành 155mm.

- T65 GMC: Pháo phòng không Tự hành (SPAAG) 40mm.

- T85 MGMC: T65 mang 4 khẩu pháo 20mm.

- M3/M5: Xe tăng sử dụng súng phun lửa hoạc được gắn thêm dàn phóng rocket.

- Stuart Recce: Phiên bản xe tăng sửa chữa của người Anh tại châu Phi . Tháp pháo bị loại bỏ.
- Stuart Kangaroo: Phiên bản xe bọc thép chở quân (APC) của người Anh tại châu Phi. Tháp pháo bị loại bỏ. Phiên bản chỉ huy được gọi là Stuart Command. Ngoài ra còn có thể kéo pháo 17 pound.